# Rubižne
Rubižne (in ucraino Рубіжне?; in russo Рубежное?, Rubežnoe) è una città ucraina (56 247 abitanti) nel distretto di Sjevjerodonec'k, nell'oblast' di Luhans'k. Ospita l'amministrazione della comunità territoriale di Rubižne, una delle comunità territoriali dell'Ucraina.
Fino al 18 luglio 2020 Rubižne costituiva una città di rilevanza regionale e non apparteneva a nessun distretto. Come parte della riforma amministrativa dell'Ucraina, che ridusse a otto il numero di distretti dell'oblast' di Luhans'k, la città fu integrata nel distretto di Sjevjerodonec'k.
Rubižne è de facto parte della Repubblica Popolare di Lugansk a sostegno della Russia dal 21 marzo 2022.